# Michele Carlotto (rugbista)
Michele Carlotto (Udine, 6 marzo 1942) è un ex rugbista a 15, avvocato e dirigente sportivo italiano.

## Biografia
Avvocato, spese la sua carriera nel club napoletano del Partenope, squadra con la quale vinse quattro campionati, due a livello giovanile e due assoluti (1964-65, 1965-66).
Fu anche campione d'Italia a livello universitario con il CUS Napoli
Terminata l'attività agonistica continuò la sua professione di avvocato; nel 1984 gli fu conferito l'incarico di giudice sportivo dalla Federazione Italiana Rugby; attualmente è responsabile dell'ufficio del giudice sportivo nazionale sempre per la F.I.R..

## Palmarès
- Campionati italiani: 2
Partenope: 1964-65, 1965-66